# 岩下密政
岩下 密政（いわした みつまさ、1914年1月9日 - 1972年7月8日）は、日本の騎手、競走馬調教師。東京競馬倶楽部、国営競馬、日本中央競馬会に所属。騎手時代にはトキノミノル、ゴールデンウエーブなどに騎乗した。

## 経歴
1914年、山梨県中巨摩郡玉幡村（現：甲斐市西八幡）に農家の三男として生まれる。幼少期から農耕馬の世話で馬に親しんだ。19歳の時に上京、東京競馬倶楽部の田中和一郎厩舎（目黒競馬場）に騎手見習いとして入門した。
1934年に正騎手となり、3月に初騎乗。同年9月3日、セイサンで初勝利を挙げた。以後「追える騎手」として徐々に頭角を現す。1940年春にはトキノチカラで帝室御賞典・春（阪神競馬場）を制し、特殊競走（重賞競走）初勝利を帝室御賞典で挙げた。秋には中山農林省賞典障害（秋）にも勝利し、当年自己最高の35勝を挙げている。
1942年、トキノチカラの馬主であった菊池寛の仲人で結婚。同年末より勃発した太平洋戦争による混乱・競馬休止を経て、公認競馬再開から4年後の1950年より、田中厩舎に入ったトキノミノルの主戦騎手を務める。同馬と岩下のコンビは連戦連勝を続け、5月には皐月賞を制してクラシック競走を初制覇。続く東京優駿（日本ダービー）にも優勝し、10戦10勝で二冠を制した。しかしトキノミノルはダービー17日後に破傷風で急死し、期待されたクラシック三冠達成、アメリカ遠征などは実現せずに終わった。なお、この年2月に誕生した岩下の長男はトキノミノルにあやかり「実」と名付けられていた。
その後、1954年に公営・大井競馬から移籍してきたゴールデンウエーブに初騎乗（テン乗り）して第21回東京優駿を制し、史上2人目のダービー2勝騎手となる。これは左回りのコースで内にササる（左斜行）癖を抱えていた同馬に対し、左利きゆえに左ムチの技術が巧みな岩下が特に望まれて騎乗したものであった。なお、テン乗りでの東京優駿優勝騎手は岩下の後に長らく現れなかったが、2023年の第90回東京優駿に於いて、オーストラリアの騎手であるダミアン・レーンがタスティエーラに騎乗し、岩下以来69年ぶりとなるテン乗りでの優勝騎手となった。
1955年にはヒロイチで優駿牝馬（オークス）に優勝した。
1959年を以て騎手を引退。以後は調教師に転身したが、1972年7月7日、調教師会の会合の帰路で交通事故に遭い、58歳で死去した。

## 成績

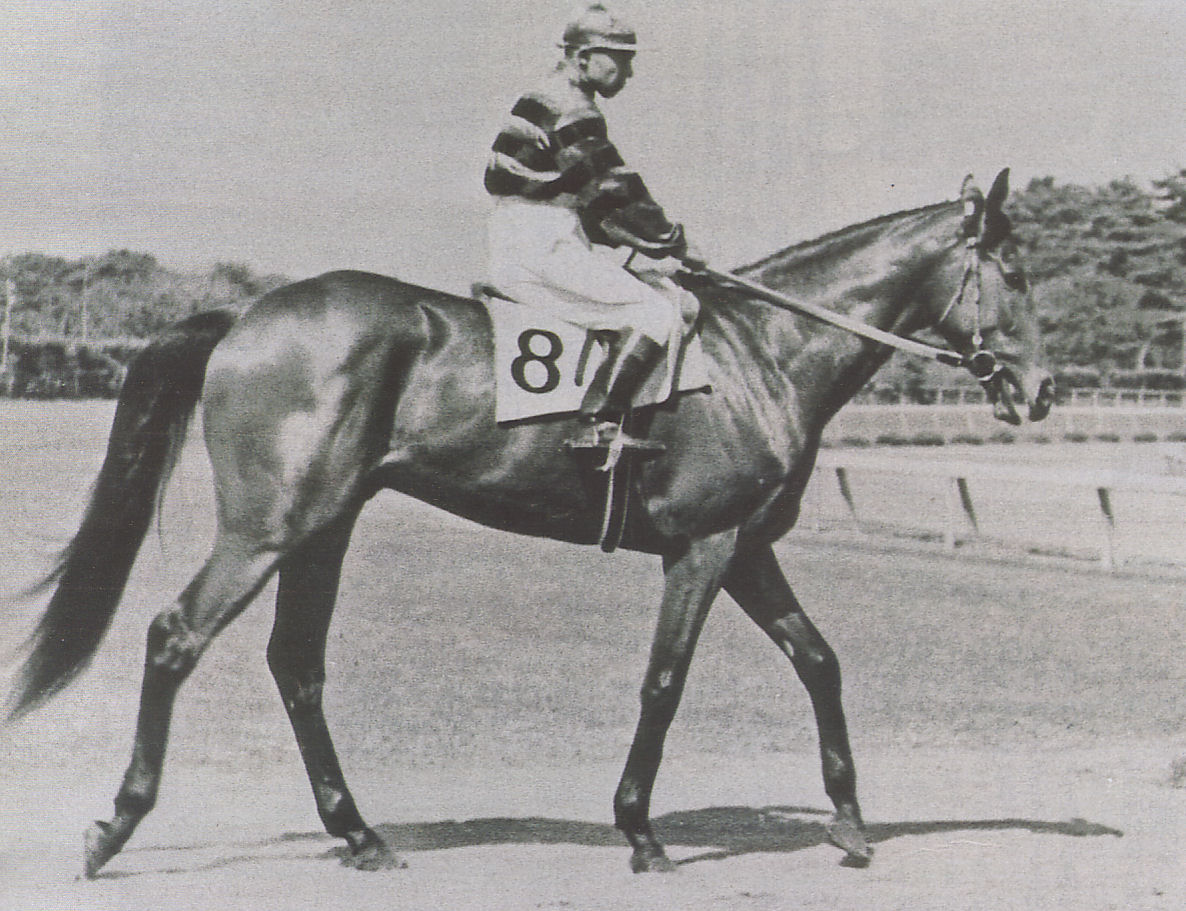
皐月賞に臨む岩下とトキノミノル

### 騎手成績
| 通算成績 | 1着 | 2着 | 3着 | 4着以下 | 騎乗回数 | 勝率 | 連対率 |
| -------- | --- | --- | --- | ------- | -------- | ---- | ------ |
| 計       | 288 | 311 | 307 | 948     | 1,854    | .155 | .323   |

#### 主な騎乗馬
※括弧内は岩下騎乗時の特殊・重賞競走。
- トキノチカラ（1940年阪神帝室御賞典・春）
- スタミナ（1940年中山農林省賞典障害・秋）
- カミワカ（1943年中山農商省賞典障害）
- ロックホルト（1950年目黒記念・春）
- トキノミノル（1950年朝日杯三歳ステークス、皐月賞、東京優駿）
- ゴールデンウエーブ（1954年東京優駿）
- ヒロイチ（1955年優駿牝馬）

### 調教師成績

#### 主な管理馬
- ヨコハマ（1967年東京障害特別・秋）